# 静岡地方検察庁
静岡地方検察庁（しずおかちほうけんさつちょう）は、静岡県静岡市にある日本の地方検察庁の一つで、静岡県を管轄している。略称は、静岡地検（しずおかちけん）。沼津、富士、下田、浜松、掛川に支部を置いている。

## 所在地
- 本庁 - 静岡市葵区追手町9-45　北緯34度58分38.5秒 東経138度22分50.9秒 / 北緯34.977361度 東経138.380806度
JR東海道線・東海道新幹線 静岡駅から徒歩15分
- 沼津支部 - 沼津市御幸町22-1（沼津法務総合庁舎）　北緯35度5分37.5秒 東経138度51分55.6秒 / 北緯35.093750度 東経138.865444度
JR東海道線・御殿場線 沼津駅から伊豆箱根バス[2番乗り場]「伊豆長岡駅」行きに乗車，「裁判所前」バス停から徒歩1分
- 富士支部 - 富士市中央町2丁目7-7（富士法務総合庁舎）　北緯35度9分38.3秒 東経138度40分52.4秒 / 北緯35.160639度 東経138.681222度
JR東海道線・身延線 富士駅から富士急静岡バス「吉原中央駅」行きに乗車，「吉原中央駅」バス停から徒歩7分
JR東海道新幹線 新富士駅から富士急静岡バス[3番乗り場]「吉原中央駅」行きに乗車，「裁判所前」バス停から徒歩1分
- 下田支部 - 下田市四丁目7-13　北緯34度40分22.2秒 東経138度56分27.3秒 / 北緯34.672833度 東経138.940917度
伊豆急行線 伊豆急下田駅から徒歩15分
- 浜松支部 - 浜松市中央区中央1丁目12-4（浜松合同庁舎）　北緯34度42分39.2秒 東経137度44分7.8秒 / 北緯34.710889度 東経137.735500度
JR東海道線・東海道新幹線 浜松駅または遠州鉄道 新浜松駅から遠州鉄道（バス）[浜松バスターミナル11番乗り場]早出線「県総合庁舎」下車，
またはくるる西ループ「県総合庁舎」下車バス停から徒歩1分，くるる東ループ「県総合庁舎北」下車バス停から徒歩3分
遠州鉄道西鹿島線電車 遠州病院駅下車駅から徒歩3分
JR浜松駅から徒歩10分
- 掛川支部 - 掛川市亀の甲2丁目16-2（掛川法務総合庁舎）　北緯34度45分57.7秒 東経138度0分39.8秒 / 北緯34.766028度 東経138.011056度
JR東海道線・東海道新幹線・天竜浜名湖鉄道 掛川駅から徒歩10分

## 管轄
| 本庁     | 静岡区検察庁 | 静岡市（葵区・駿河区）                                               |
| 本庁     | 清水区検察庁 | 静岡市（清水区）                                                     |
| 本庁     | 島田区検察庁 | 島田市・焼津市・藤枝市・牧之原市・御前崎市（浜岡地区を除く）・榛原郡 |
| 沼津支部 | 沼津区検察庁 | 沼津市・御殿場市・裾野市・駿東郡                                     |
| 沼津支部 | 熱海区検察庁 | 熱海市・伊東市                                                       |
| 沼津支部 | 三島区検察庁 | 三島市・伊豆市・伊豆の国市・田方郡                                   |
| 富士支部 | 富士区検察庁 | 富士市・富士宮市                                                     |
| 下田支部 | 下田区検察庁 | 下田市・賀茂郡                                                       |
| 浜松支部 | 浜松区検察庁 | 浜松市・磐田市・袋井市・湖西市                                       |
| 掛川支部 | 掛川区検察庁 | 掛川市・菊川市・御前崎市（浜岡地区）・周智郡                         |